# Artesia (entreprise)
Pour les articles homonymes, voir Artesia.
Artesia est une société par actions simplifiée, de droit français, créée en 1995, basée à Paris et filiale commune de la SNCF et de Trenitalia, qui gérait jusqu'au 10 décembre 2011 les dessertes au départ de Paris-Gare de Lyon et Paris-Gare de Bercy vers l'Italie, plus précisément vers Turin et Milan en service de jour et Venise, Florence et Rome en service de nuit.
Le personnel était composé d'agents de la SNCF en France, de Trenitalia en Italie, et de personnel du groupe de restauration Cremonini SpA pour tout le voyage. Artesia commercialisait les services.
La SNCF et Trenitalia ont décidé de ne plus poursuivre leur coopération à la suite de la persistance des difficultés dans la gestion commune des trains et de la prise de participation de la SNCF dans Nuovo Trasporto Viaggiatori (NTV), futur concurrent privé de Trenitalia sur son marché national, à hauteur de 20 %. La décision française de refuser la circulation des rames ETR 500 italiennes sur le réseau français n'a pas amélioré les rapports entre les deux entreprises ferroviaires nationales.
Depuis le 11 décembre 2011, Trenitalia s'est associé à Veolia Transdev pour proposer des liaisons de nuit entre Paris et Venise, et propose Paris-Rome depuis décembre 2012, dans le cadre d'une nouvelle entreprise commune dénommée Thello. De son côté, depuis la même date, la SNCF exploite seule les liaisons TGV entre Paris, Turin et Milan.
L'Assemblée Générale extraordinaire, réunie le 14 novembre 2011, a décidé la dissolution anticipée de la société et sa mise en liquidation amiable, à compter de cette même date.

## Les liaisons assurées
Artesia assurait quatre liaisons quotidiennes entre la France à l'Italie.
Les différents trains étaient :
- le Palatino (de nuit) : Paris-Gare de Bercy - Rome Termini via Dijon, Plaisance, Parme, Bologne et Florence-Santa-Maria-Novella. Le parcours est tracé via la Suisse, Vallorbe, Lausanne, le Simplon, et l'Italie, Novare et Alexandrie ;
- le Stendhal (de nuit) : Paris-gare de Bercy - Venise, via Dijon, Dole, Milan Centrale, Brescia, Vérone, Vicence et Padoue. Même itinéraire par le Simplon ;
- les TGV (de jour) Manzoni et Le Caravage : Paris-gare de Lyon - Milan Centrale via Lyon St-Exupéry, Chambéry, St-Jean de Maurienne, Modane, Bardonnèche, Oulx, Turin Porta Susa, Vercelli et Novare ; Passage par le tunnel du Fréjus. Trajet de 6 h 58 à 7 h 30.

## Les trains utilisés

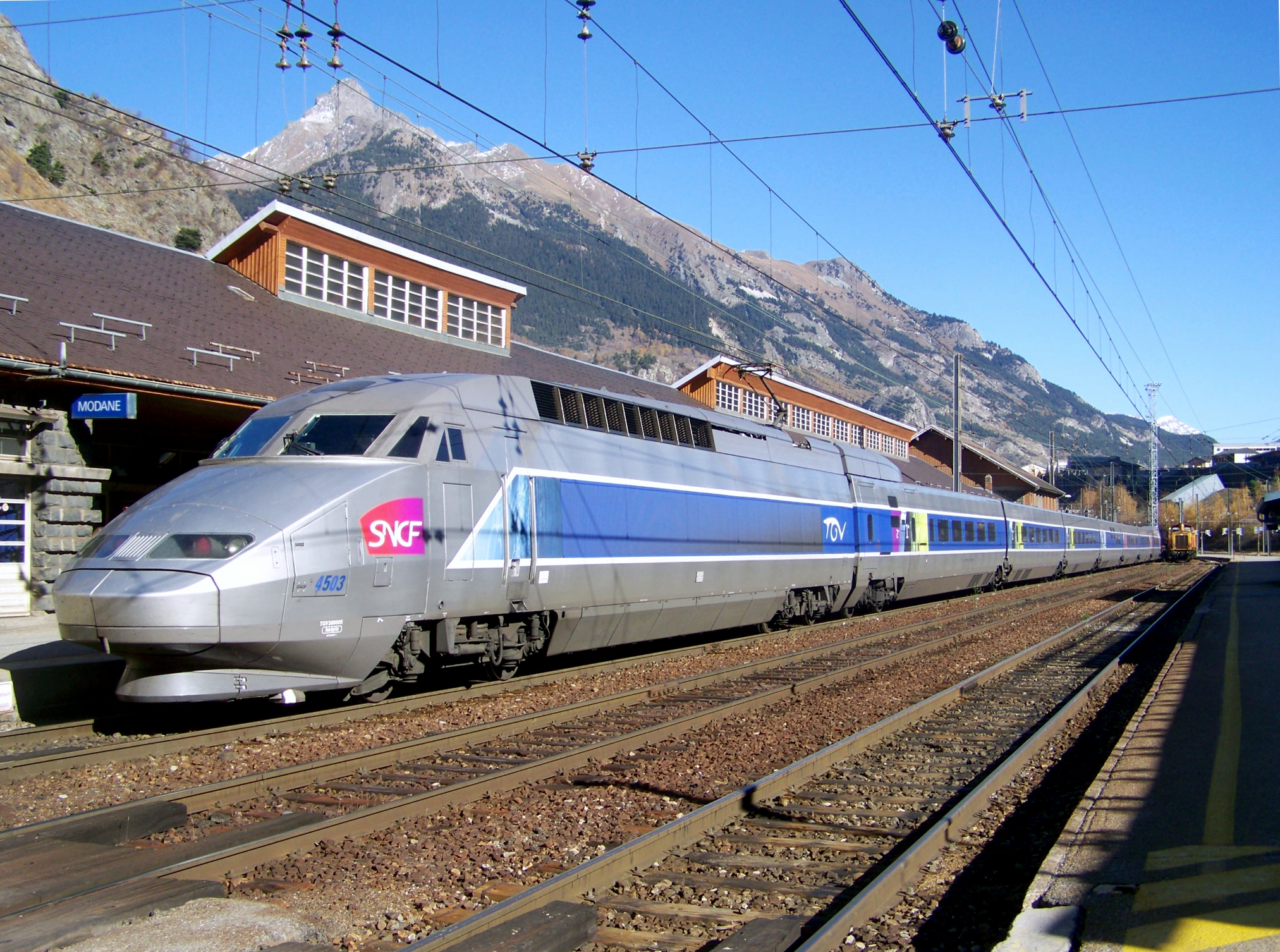
Rame TGV Réseau 4503 assurant la liaison Artesia de Paris à Milan, ici en gare de Modane avant son entrée en Italie (2010).

Les trains utilisés pour le service Artesia étaient des TGV Réseau tricourant de la SNCF (numéroté de 4501 à 4506) pour les relations de jour et du matériel moderne italien de Trenitalia (voitures-couchettes et voitures-lits -construites par Fiat Ferroviaria- ainsi que voitures-restaurants) pour les relations de nuit.
La qualité du service n'a cessé de susciter des critiques ces dernières années : suppression des voitures-restaurants, propreté du matériel, personnel peu motivé, retards, annulations. 
De plus, les rames TGV de la SNCF n'empruntaient pas la LGV Turin - Milan ouverte à la circulation depuis fin 2009, en raison de leur non-conformité sur le réseau italien de R.F.I. qui a adopté sur toutes ses lignes à grande vitesse la norme européenne ETCS , application de cette norme retardée par la SNCF.
Face à la concurrence de l'aviation à bas coûts, ces différents aléas ont provoqué une baisse importante de la fréquentation qui justifie une nouvelle restructuration.[réf. nécessaire]